# West Virginia Wing Civil Air Patrol
A West Virginia Wing Civil Air Patrol (WVWG) é uma das 52 "alas" (50 estados, Porto Rico e Washington, D.C.) da "Civil Air Patrol" (a força auxiliar oficial da Força Aérea dos Estados Unidos) no Estado do West Virginia. A sede da West Virginia Wing está localizada em Charleston, West Virginia. A West Virginia Wing consiste em mais de 640 cadetes e membros adultos distribuídos em 14 locais espalhados por todo o Estado.
A ala de West Virginia é membro da Região do Atlântico Central da CAP juntamente com as alas dos seguintes Estados: Delaware, Maryland, National Capital, North Carolina, South Carolina e Virginia.

## Missão
A Civil Air Patrol (CAP) tem três missões: fornecer serviços de emergência; oferecer programas de cadetes para jovens; e fornecer educação aeroespacial para membros da CAP e para o público em geral.

## Serviços de emergência
A CAP fornece ativamente serviços de emergência, incluindo operações de busca e salvamento e gestão de emergência, bem como auxilia na prestação de ajuda humanitária.
A CAP também fornece apoio à Força Aérea por meio da realização de transporte leve, suporte de comunicações e levantamentos de rotas de baixa altitude. A Civil Air Patrol também pode oferecer apoio a missões de combate às drogas.

## Programas de cadetes
A CAP oferece programas de cadetes para jovens de 12 a 21 anos, que incluem educação aeroespacial, treinamento de liderança, preparo físico e liderança moral para cadetes.

## Educação Aeroespacial
A CAP oferece educação aeroespacial para membros do CAP e para o público em geral. Cumprir o componente de educação da missão geral da CAP inclui treinar seus membros, oferecer workshops para jovens em todo o país por meio de escolas e fornecer educação por meio de eventos públicos de aviação.

## Organização

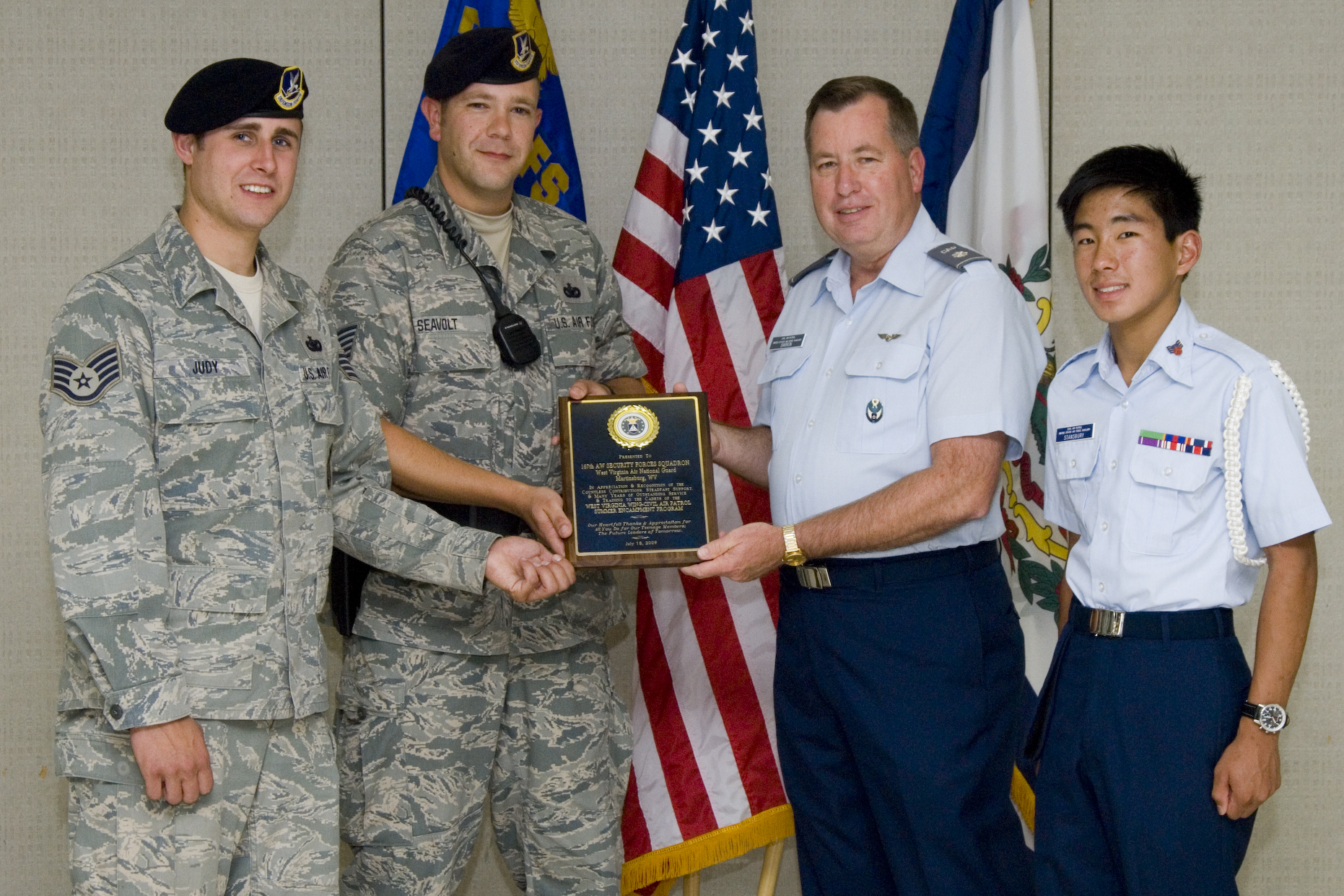
O tenente-coronel Dennis Barron e o aviador sênior do cadete Ty Stansbury, ambos da West Virginia Wing presenteiam o SSgt Patrick Judy e o TSgt Michael Seavolt, 167º Esquadrão das Forças de Segurança, uma placa de agradecimento na 167ª Ala de Transporte Aéreo.

| Designação | Nome do Esquadrão                    | Localização |
| ---------- | ------------------------------------ | ----------- |
| WV-000     | West Virginia Wing HQ Squadron       | Charleston  |
| WV-099     | Beckley Composite Squadron           | Beaver      |
| WV-030     | Boone Composite Squadron             | Danville    |
| WV-016     | Calhoun Composite Squadron           | Grantsville |
| WV-013     | Charleston Composite Squadron        | Charleston  |
| WV-038     | Clarksburg Composite Squadron        | Bridgeport  |
| WV-100     | Greenbrier Composite Squadron        | Lewisburg   |
| WV-020     | Martinsburg Composite Squadron       | Martinsburg |
| WV-093     | Mercer Composite Squadron            | Bluefield   |
| WV-113     | Mid-Valley Composite Squadron        | Ona         |
| WV-060     | Morgantown Composite Squadron        | Morgantown  |
| WV-040     | Parkersburg Composite Squadron       | Parkersburg |
| WV-114     | Potomac Highlands Composite Squadron | Petersburg  |
| WV-049     | Wheeling Composite Squadron          | Wheeling    |